# Teatro Mishler
O Mishler Theatre é um palco Beaux-Arts e um cinema localizado na 1208 Twelfth Avenue em Altoona, Pensilvânia.

## História
Foi projetado por Albert E. Westover e construído pelo proprietário e gerente do teatro local Isaac Charles Mishler e inaugurado em 15 de fevereiro de 1906. Nove meses depois, o prédio vizinho Rothert pegou fogo, que rapidamente se espalhou para o teatro, destruindo seu interior. O teatro foi reconstruído e reaberto em 1907.
Em 1924, Isaac Mishler anunciou sua aposentadoria e mais tarde vendeu o teatro em 1931.
Após o desuso em meados do século XX, o teatro foi considerado para demolição em 1965. Em resposta, o Altoona Community Theatre e a Blair County Arts Foundation compraram-no e começaram as reformas. Quando o teatro foi reaberto em 1969, sua apresentação inaugural foi The Sound of Music.
Foi adicionado ao Registro Nacional de Locais Históricos em 1973 e está localizado no Distrito Histórico de Altoona, no centro.  

## Restauração
As primeiras reformas incluíram a substituição dos assentos e do lustre do saguão por um novo adquirido em 1970 em um leilão Metro-Goldwyn-Mayer. Os principais trabalhos estruturais, hidráulicos e elétricos começaram no início dos anos 1990. Pela estimativa mais recente, a restauração custou mais de US$ 1 milhão.